# イーサーン料理

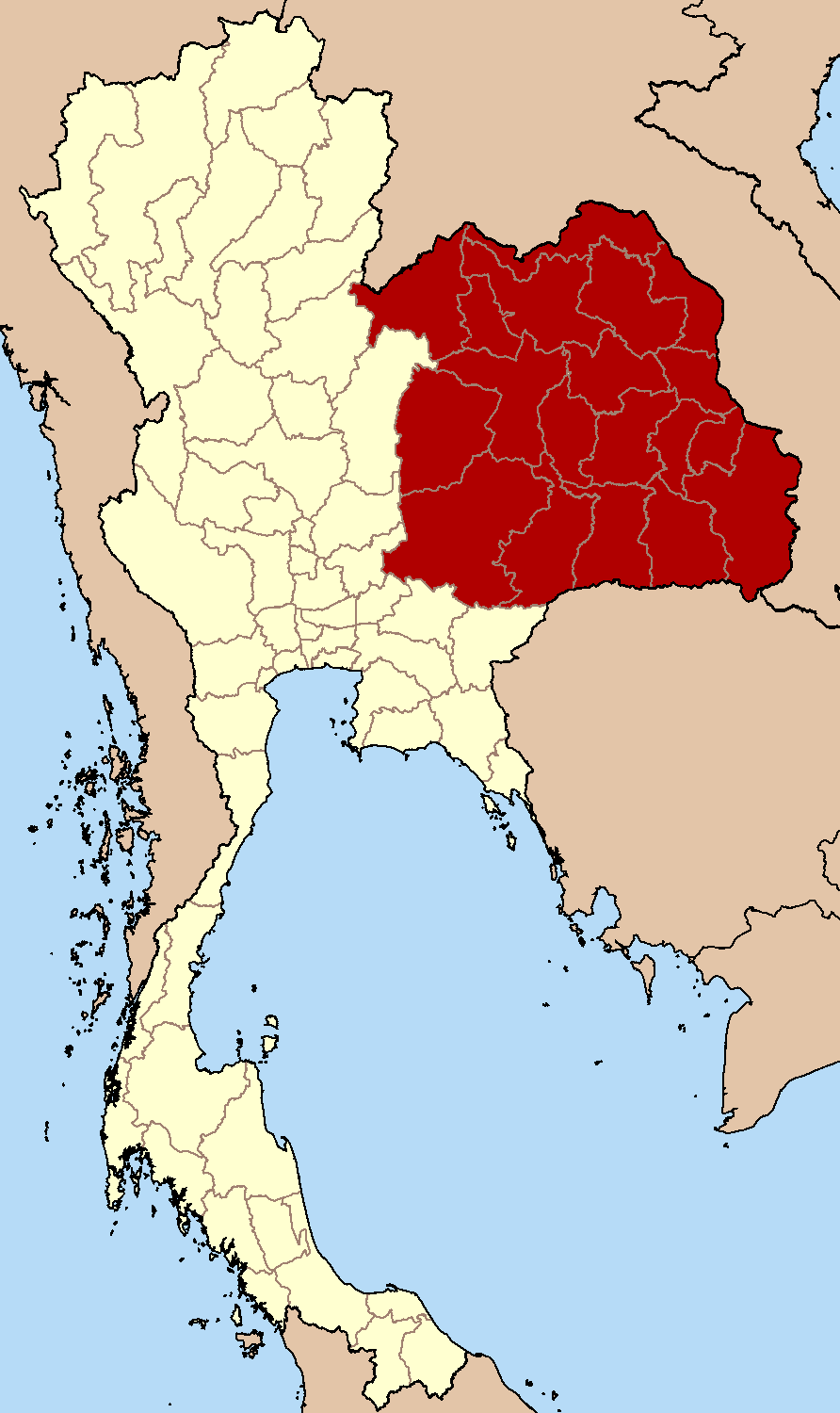
イーサーン地域図

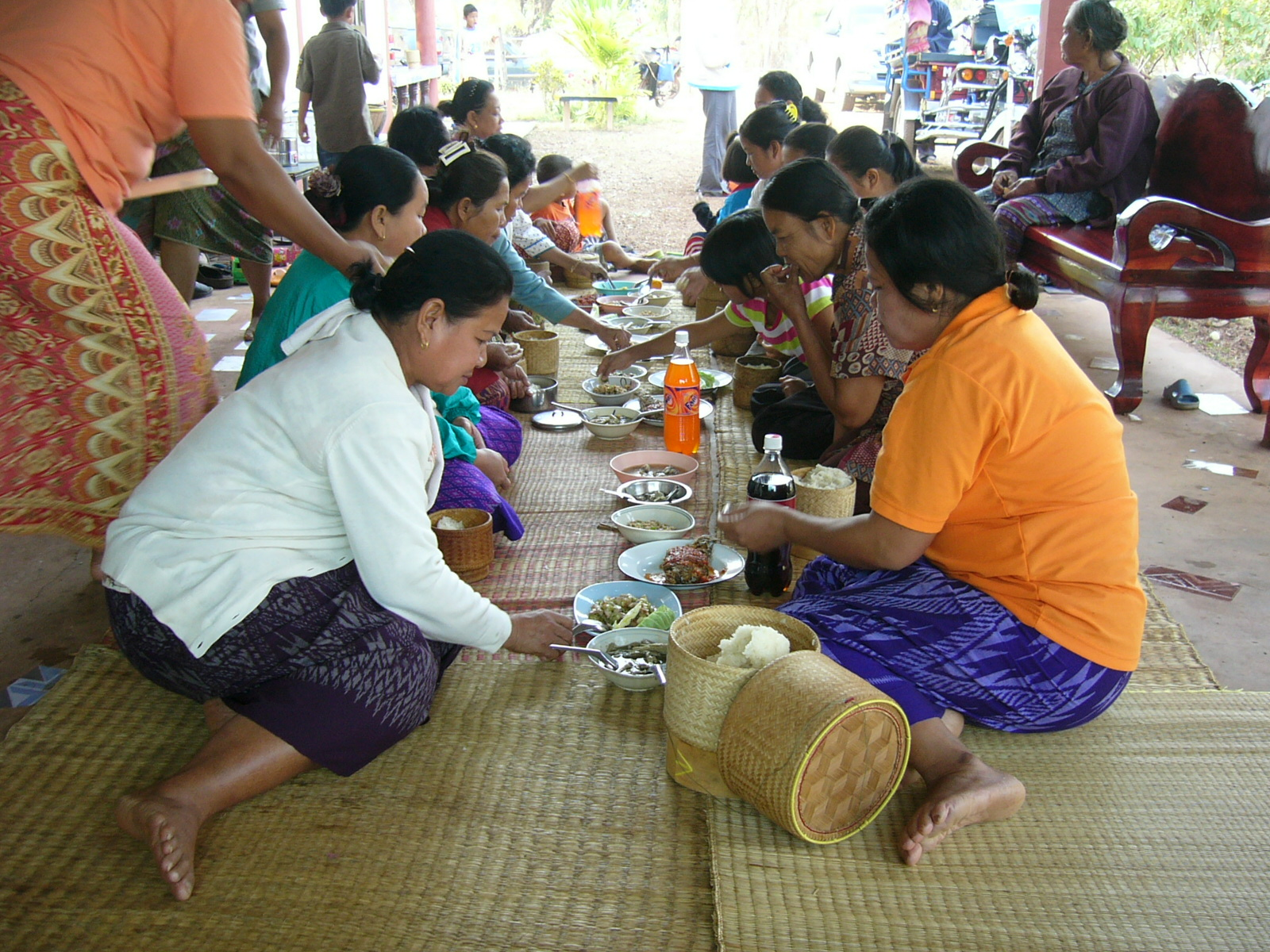
イーサーン地方での食事の様子。ウドーンターニー県バーンドゥンにて

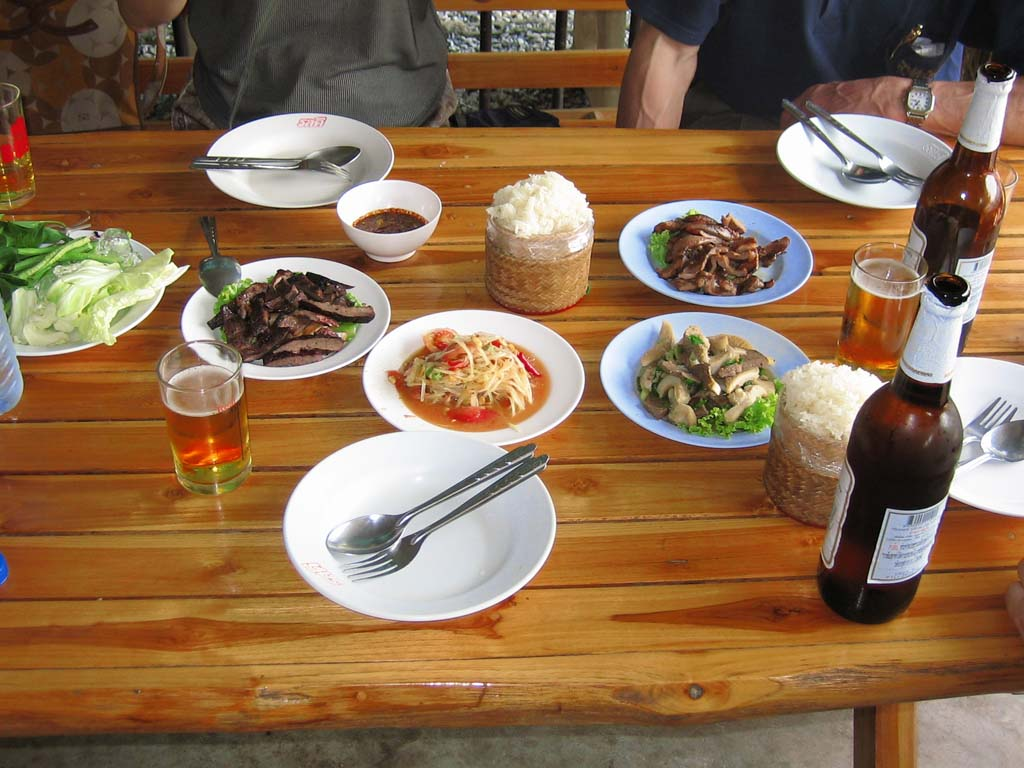
イーサーン料理の例。ヌア・ヤーン・イーサーンとソムタムに、生野菜の盛り合わせが添えられている

イーサーン料理（イーサーンりょうり、イサーン料理とも）は、タイ王国東北部（イーサーン地方）で日常的に食べられている料理の総称。

## 概要
イーサーン料理はバンコク周辺で元々食べられていたタイ料理と一目して異なる特徴を持っている。地理的にも隣接したラオスのラオス料理と共通点が多い。
イーサーン料理の特徴は他の地方の料理と比べて辛味が非常に強いことである。極辛の唐辛子プリッキーヌーで辛味をつけるのはイーサーン料理の特徴である。農業生産に恵まれていないため昆虫食が日常的に行われている。また一般的に蒸した長粒種のもち米を主食とし、食事に生野菜やハーブの盛り合わせを添える。ソムタムやラープなどバンコク、およびタイ国外のタイ料理レストランでも一般的に食べられている料理のいくつかは、伝統的タイ料理ではなくイーサーン料理である。
もともとタイ料理すべてがイーサーン料理のように強烈な辛い味付けが主体ではなかった。バンコクなどの都市部で働くイーサーン地方の出稼ぎ労働者たちが食べていた料理が定着したものである。現在、イーサーン料理を供するレストランや屋台はバンコクのどこにでもある。ことさらイーサーン料理である事を強調した看板を示す必要がないほど、バンコクではイーサーン料理が一般化している。
イーサーンの食文化は多彩な料理と刺激的な味付けから、タイで広く受け入れられたが、一方でバンコクなど都市部のタイ人には一般的でない昆虫や爬虫類などを食べる習慣から、イーサーン人のゲテモノ食いとも揶揄されることがある。

## 代表的な料理・食材

### 材料
プラー・ブク
メコンオオナマズ。高級食材として扱われ、主に姿焼きやトムヤムにされる。
メーンダー
タイワンタガメ。イーサーンの代表的な昆虫食材。
カイモッデーン
アリの卵。スープやサラダに入れられる。

### 料理
カーオ・ニャオ
蒸したもち米。小さい蒸篭に入れて供され、指でちぎって食べる。
ガイ・ヤーン
タイ風焼き鳥。1羽丸ごとの鶏を竹串ではさみ、炭火で炙り焼きにしたもの。
ネーム
発酵させた豚肉のソーセージ。麹発酵したもち米と生の豚挽肉を混ぜ合わせた発酵食品。加熱せずに食べることもある。
サイクロークイーサーン
米を多く使った発酵ソーセージ。ショウガや唐辛子やピーナッツなどを添えて食べる。
ソムタム
未熟なパパイヤの果肉を包丁で千切りにし、ナンプラー、プラーラー（入れるとソムタムパラー）、ライムジュース、香辛料で和えたサラダ。塩漬けの川ガニ（入れるとソムタムプー）、トマト、ジュウロクササゲまたはサヤインゲンなどと一緒に臼に入れ、すりこぎでよく叩いて供する。
ヌア・ヤーン・イーサーン
イーサーン風焼肉。牛肉や牛の内臓肉などにあらかじめ調味料で塩味をつけ、炭火で焼いたもの。食べる際にはナンプラーとレモン汁をベースに、粉唐辛子など香辛料を混ぜた特製のたれを付ける。
ムー・ヨーン
豚肉を原料とした田麩状の食べ物で、甘い。見た目は綿のようである。
ラープ
ひき肉を炒めてミントやパクチーなどの香草と和えたもの。生のままのタイプはゴイと呼ばれる。豚、鶏、アヒル、牛、魚などさまざまな材料で作られる。酸味と辛味が特徴。
カオジー
イーサーンと北部の郷土料理で、もち米を蒸して塩をまぶし、丸型または楕円形に成形して串に刺して炭火で焼き十分に焦げてから、卵に浸しまた焼いて串を抜き中に砂糖を詰めた料理。